# Сигнал «Wow!»

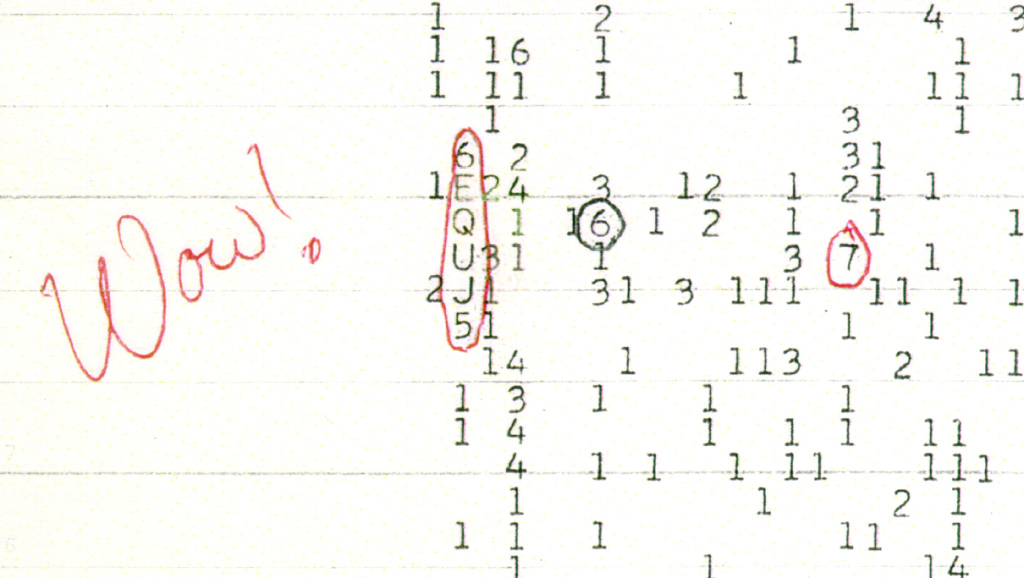
Фрагмент оригинальной распечатки полученного сигнала с пометкой «Wow!», в настоящее время хранящейся в коллекции Исторического Общества штата Огайо

Сигнал «Wow!» (в переводе с англ. — «Ого!»), в русских публикациях — «сигнал „Ого-го!“», — сильный узкополосный радиосигнал, зарегистрированный доктором Джерри Эйманом 15 августа 1977 года во время работы на радиотелескопе «Большое ухо» в Университете штата Огайо. Прослушивание радиосигналов проводилось в рамках проекта SETI. Характеристики сигнала (полоса передачи, соотношение сигнал/шум) соответствовали (в некоторых интерпретациях) теоретически ожидаемым от сигнала внеземного происхождения.
Поражённый тем, насколько точно характеристики полученного сигнала совпадали с ожидаемыми характеристиками межзвёздного сигнала, Эйман обвёл соответствующую ему группу символов на распечатке и подписал сбоку «Wow!» («Ого!»). Эта подпись и дала название сигналу.

## Расшифровка распечатки

Расшифровка изменения интенсивности сигнала «Wow!» во времени

Обведённый код 6EQUJ5 описывает изменение интенсивности принятого сигнала во времени. Каждая строка на распечатке соответствовала 12-секундному интервалу (10 секунд собственно прослушивания эфира и 2 секунды последующей компьютерной обработки). С целью экономии места на распечатке интенсивности кодировались алфавитно-цифровыми символами: пробел означал интенсивность от 0 до 0,999..; цифры 1—9 — интенсивности из соответствующих интервалов от 1,000 до 9,999…; интенсивности, начиная с 10,0, кодировалось буквами (так, 'A' означала интенсивность от 10,0 до 10,999…, 'B' — от 11,0 до 11,999…, и т. д.). Буква 'U' (интенсивность между 30,0 и 30,999…) встретилась лишь единожды за всё время работы радиотелескопа. Интенсивности в данном случае являются безразмерными отношениями «сигнал/шум»; за интенсивность шума в каждой полосе частот принималось усреднённое значение за несколько предшествовавших минут.
Ширина сигнала составляла не более 10 кГц (поскольку каждая колонка на распечатке соответствовала полосе в 10 кГц, а сигнал присутствует только в одной-единственной колонке). Различные методы определения частоты сигнала дали два значения: 1420,356 МГц (J. D. Kraus) и 1420,456 МГц (J. R. Ehman), оба в пределах 50 кГц от частоты радиолинии нейтрального водорода (1420,406 МГц, или 21 см.)

## Положение источника сигнала

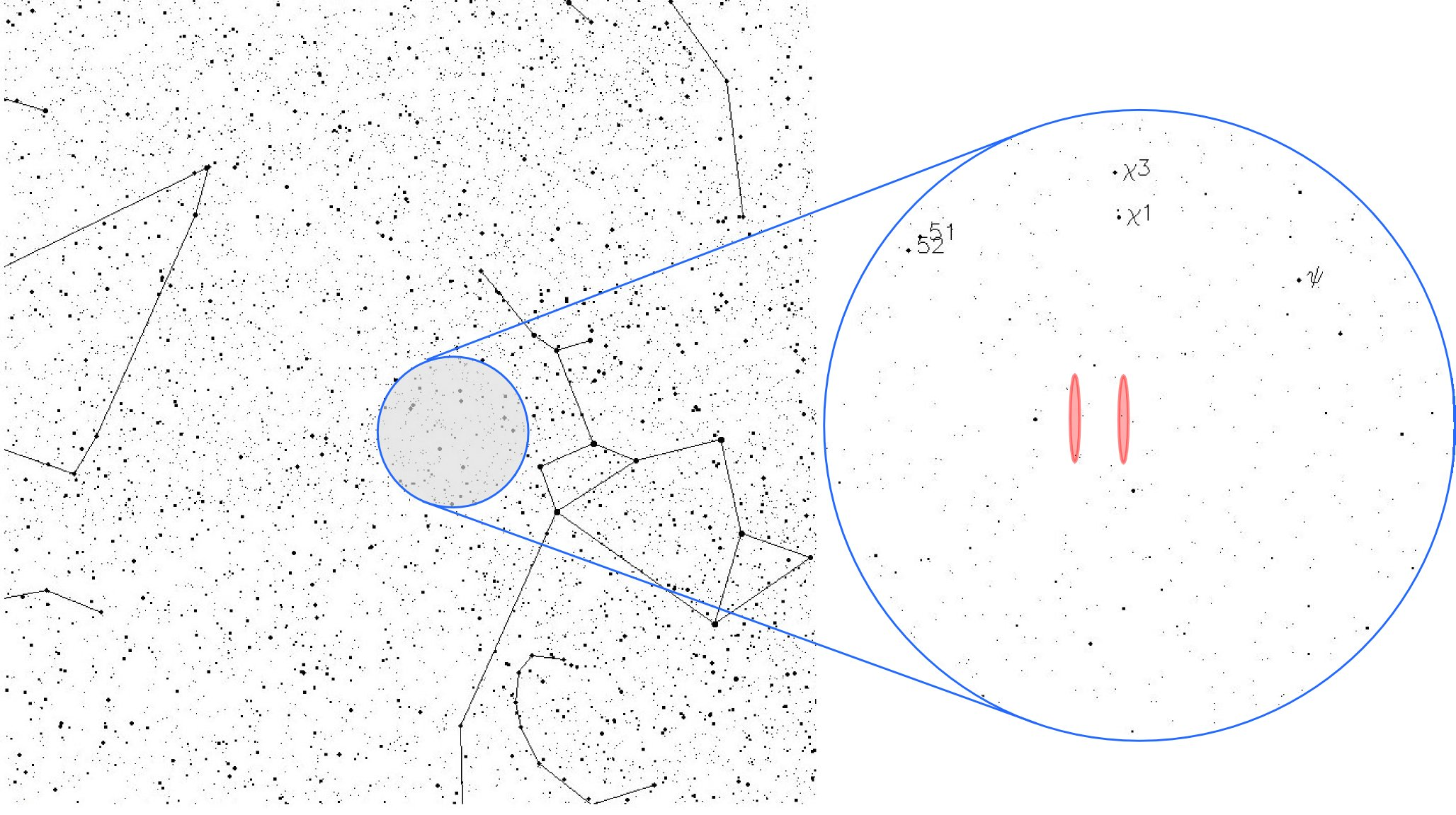
Возможные положения источника сигнала в созвездии Стрельца, вблизи звёздной группы χ Стрельца. Из-за особенностей использовавшейся в эксперименте аппаратуры источник сигнала мог располагаться в любой из выделенных красным областей; имеется также значительная неточность по склонению (вертикальная ось на рисунке). Масштаб рисунка частично не соблюдён: для облегчения восприятия рисунка красные области изображены более широкими, чем следовало бы

Определение точного местоположения источника сигнала на небе было затруднено тем обстоятельством, что радиотелескоп «Большое ухо» имел два облучателя, ориентированных в несколько различных направлениях. Сигнал был принят только одним из них, но ограничения способа обработки данных не позволяют определить, какой же именно облучатель зафиксировал сигнал. Таким образом, существуют два возможных значения прямого восхождения источника сигнала:
- 19ч 22м 22с ± 5с (положительный облучатель)
- 19ч 25м 12с ± 5с (отрицательный облучатель)

Склонение однозначно определено в −27° 3′ ± 20′ (значения представлены в эпохе B1950.0).
При переводе в эпоху J2000.0 координаты соответствуют ПВ= 19ч 25м 31с ± 10с (или 19ч 28м 22с ± 10с) и склонению −26° 57′ ± 20′. Эта область неба находится в созвездии Стрельца, примерно в 2,5 градусах к югу от звёздной группы пятой величины χ Стрельца.

## Время приёма сигнала
Антенна радиотелескопа «Большое ухо» была неподвижной, а для сканирования небосвода использовалось вращение Земли. С учётом угловой скорости этого вращения и ограниченной ширины зоны приёма антенны определённая точка небосвода могла наблюдаться в течение ровно 72 секунд. Таким образом, постоянный по амплитуде внеземной сигнал должен наблюдаться именно 72 секунды, при этом первые 36 секунд его интенсивность должна плавно нарастать — до тех пор, пока телескоп не окажется направленным точно на его источник, — а затем ещё 36 секунд так же плавно убывать, по мере того как вращение Земли уводит прослушиваемую точку небесной сферы из зоны приёма.
Таким образом, как длительность сигнала «wow» (72 секунды), так и форма графика его интенсивности по времени соответствуют ожидаемым характеристикам внеземного сигнала.

## Поиски повторений сигнала
Ожидалось, что сигнал будет зарегистрирован дважды — по разу каждым из облучателей — но этого не произошло. Последующий месяц Эйман пытался вновь зарегистрировать сигнал с помощью «Большого уха», но безуспешно.
В 1987 и 1989 году Роберт Грей пытался обнаружить сигнал при помощи массива META в обсерватории Ок-Ридж, но безрезультатно. В 1995—1996 годах Грей вновь занялся поиском при помощи гораздо более чувствительного радиотелескопа Very Large Array.
В дальнейшем Грей и доктор Симон Эллингсен искали повторения сигнала в 1999 году, используя 26-метровый радиотелескоп Hobart в Университете Тасмании. Шесть 14-часовых наблюдений окрестностей предполагаемого источника не обнаружили ничего похожего на повторения сигнала.

## Гипотезы происхождения сигнала
В качестве одного из возможных объяснений предлагается возможность случайного усиления слабого сигнала; однако, с одной стороны это по-прежнему не исключает возможности искусственного происхождения такого сигнала, а с другой стороны, маловероятно, что сигнал, слабый настолько, чтобы не быть обнаруженным сверхчувствительным радиотелескопом Very Large Array, мог быть пойман «Большим ухом» даже после такого усиления. Другие предположения включают возможность вращения источника излучения наподобие маяка, периодическое изменение частоты сигнала, или его однократность. Существует также версия, что сигнал был отправлен с перемещающегося инопланетного звездолёта.
Эйман высказывал сомнения в том, что сигнал имеет внеземное происхождение:
Мы должны были увидеть его снова, когда поискали его ещё пятьдесят раз. Что-то наводит на мысль, что это был сигнал земного происхождения, который попросту отразился от какого-нибудь куска космического мусора.Оригинальный текст (англ.)We should have seen it again when we looked for it 50 times. Something suggests it was an Earth-sourced signal that simply got reflected off a piece of space debris.
Позднее, он частично отказался от своего первоначального скептицизма, когда дальнейшие исследования показали, что такой вариант крайне маловероятен, поскольку такой предполагаемый космический «отражатель» должен был соответствовать ряду совершенно нереалистичных требований. Кроме того, частота 1420 МГц является зарезервированной и не используется ни в какой радиопередающей аппаратуре. В своих последних работах Эйман предпочитает не «делать далеко идущих выводов из весьма недалёких данных».
Американские астрономы предполагают, что возможным источником сигнала мог послужить водород вокруг ядер комет 266P/Christensen и P/2008 Y2 (Gibbs), открытых после 2005 года и не учтённых в качестве возможных источников сигнала в более ранних работах. Транзит комет в районе созвездия Стрельца произошёл 27 июля и 15 августа 1977. Они находились на расстоянии 3,8 и 4,4 а. е. от Земли (сравнимо с расстоянием между Землёй и Юпитером во время противостояния). Однако, в статье признана необходимость дальнейшего тестирования кометной гипотезы, так как кратковременный всплеск активности не соответствует поведению долгоживущих источников. По мнению американского астронома Антонио Париса, версию о происхождении сигнала от кометы 266P/Christensen можно считать доказанной, так как ему удалось обнаружить несколько аналогичных сигналов, произведенных кометами 266P/Christensen, P/2013 EW90 (Tenagra), P/2016 J1-A (PANSTARRS) и 237P/LINEAR.
Однако эта теория подверглась жёсткой критике, в том числе от членов команды исследователей телескопа «Большое ухо», поскольку более детальное исследование показало, что кометы, упомянутые автором теории, не находились в поле зрения телескопа в нужное время. Как считает астроном Института SETI Сет Шостак, кометы не излучают достаточно ярко, а излучение от водородных оболочек комет в данном радиодиапазоне, по его словам, никогда не было замечено. Также нет объяснения, почему сигнал был зафиксирован только на одном из двух облучателей.
В базе данных, собранных при помощи космической миссии Gaia, потенциальный аналог Солнца по имени 2MASS 19281982-2640123 был идентифицирован внутри региона вместе с ещё 14 потенциальными солнечными аналогами с температурами от 5730 до 5830 К.
В 2024 году было предложено астрофизическое объяснение сигнала «Wow!»: его источником может быть сверхмощный естественный космический лазер, сформировавшийся в водородном облаке с нейтронной звездой. Холодные водородные облака испускают слабые узкополосные радиосигналы; внезапное увеличение яркости одного из таких облаков было вызвано сильным излучением звездного источника (нейтронной звезды, называемый мягким гамма-ретранслятором, которая периодически испускает гамма- или рентгеновское излучение). Высокоэнергетический импульс света, проходя через облако водорода, вызывает стимулированное излучение.

## Изображения
|                                               |
| Направление сигнала (≈ l 11,664°, b −18.917°) |